# Copernicano

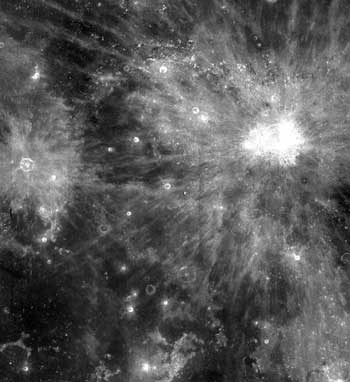
À direita da imagem o Cratera Copernicus, à esquerda o cratera Kepler.

O Copernicano, na escala de tempo geológico lunar, começa em 1,1 bilhão de anos atrás e continua até o presente. O nome vem da cratera Copernicus, que é um exemplo proeminente de uma cratera brilhante, mas que não marca a base do período. Não existem mares de basaltos conhecidos que tenham entrado em erupção durante este período e por esta razão acredita-se que a atividade geológica interna da Lua cessou definitivamente neste momento.
A base do período Copernicano é definida com base no reconhecimento de que materiais recém-escavados na superfície lunar são geralmente "brilhantes" e escurecem com o tempo como resultado de processos de intemperismo no espaço. Operacionalmente, este período foi originalmente definido como o momento em que as crateras de impacto perderam seu brilho através dos sistemas de raios. No entanto, esta definição tem sido recentemente alvo de algumas críticas, uma vez que algumas crateras são brilhantes por razões de composição que não estão relacionadas com a quantidade de intemperismo que sofreram. Em particular, se a cratera for formada nas terras altas (que é composta de materiais brilhantes do que anortosito), ainda será brilhante, mesmo depois de ter sido degradada.
Seu equivalente na Terra são o Neoproterozoico e todo o Fanerozoico. Assim, enquanto na vida animal florescia, na Lua, a atividade geológica estava chegando ao fim.